# Eddy Garnier
Pour les articles homonymes, voir Garnier.
Eddy Garnier est un acteur, conteur, poète, romancier, nouvelliste et auteur de monologues canadien d'origine haïtienne. Né à Hinche, en Haïti, il a ensuite passé la plupart de sa vie dans la région de l'Outaouais, au Québec, où il a écrit plus d'une dizaine de livres, et participe à la vie artistique, avec des thèmes variés, dont les plus fréquents touchent à la question de son pays natal, ou encore à celui de la condition noire en Amérique du Nord.

## Biographie
Né à Hinche, en Haïti, Eddy Garnier a fait ses études secondaires chez Les Frères des écoles chrétiennes, où Dany Laferrière était son camarade de classe. Il est arrivé au Québec, à Montréal, en 1972, puis il s'est dirigé vers la ville de Hull au milieu des années '70,. Ayant préalablement fait des études au Conservatoire national d'art dramatique de Port-au-Prince, puis à l'Université de Montréal, il a travaillé dans son pays d'accueil en tant que fonctionnaire fédéral,,.
Dans son travail artistique réalisé alors qu'il habitait l'Outaouais, il s'est particularisé par son éclectisme, explorant l'art dramatique de même que toutes les formes d'écriture et de littérature orale, dont le conte, le roman, la poésie, le haïku, la nouvelle et le monologue,,,,. Habitué des Salons du livre de l'Outaouais, il en a été invité d'honneur en 1995,. Il est également impliqué socialement, collaborant dans des collectifs, participe régulièrement à des soirées de lecture de contes et de poésie dans sa région, et a aussi parfois été invité dans d'autres villes au Canada ou à l'étranger, comme à l'occasion du Salon du livre de Toronto ou bien pour celui de Franche Comté,,,,.   
Parmi ses plus grandes réalisations littéraires recensées, il a publié un premier roman en 1994, Adieu bordel bye bye vaudou, suivi de Vivre au noir au pays des blancs (1999), qui sera finaliste en 2000 aux Prix littéraires Outaouais,,. Ces romans, de même que beaucoup de son travail créatif, traitent des questions du racisme, de la nostalgie de la mère-patrie, de même que de vivre en tant que noir dans un pays occidental,.

## Œuvres

### Poésie
- Eddy Garnier, Éclats de bourgeons - Youn bann Tikal bouton, Québec, Éditions du Loup de gouttière, 1993, 91 p. (ISBN 2921310201)
- Eddy Garnier, En balise d'île mémoire - Ginen-m an chalkalis, Ripon (Québec), Écrits des Hautes Terres, 1998
- Eddy Garnier, Prolongement de Cassure – Dappiyanp Boutmonyon : poésie bilingue, Ripon (Québec), Écrits des Hautes Terres, 2001 (ISBN 9782842721329)
- Eddy Garnier, Gerbe en Germes – Pake grenn : poésie bilingue, Québec, Éditions du Loup de Gouttière, avril 2006, 48 p. (ISBN 9782895291145)

### Romans
- Eddy Garnier, Adieu bordel, bye bye vodou, Hull, Éditions Vents d'Ouest, septembre 1994, 272 p. (ISBN 9782921603072)
- Eddy Garnier, Vivre au noir en pays blanc, Hull, Éditions Vents d'Ouest, avril 1999, 330 p. (ISBN 9782921603928)
- Eddy Garnier, Papi a menti : roman, Gatineau, Les Éditions Lifouvre, 2022

### Haïku
- Eddy Garnier, PILL : poésie, Hull, Éditions Vents d'Ouest, novembre 2015, 126 p. (ISBN 9782895374701)

### Spiritualité
- Eddy Garnier, Nous, ces corps mondes insolites, Gatineau, Éditions Lifouvre, 2014
- Eddy Garnier, L'Oracle vaudou des vêvês : spiritualité, Gatineau, Les Éditions Lifouvre, 2018

### Monologue
- Eddy Garnier, Plaie rouillée - monologue, Ottawa, Éditions du Vermillon, 1987, 48 p.

### Général
- Eddy Garnier, Petit dictionnaire de la musique haïtienne, Gatineau, Les Éditions Lifouvre, 2022

## Prix et honneurs
- 2000 : Finaliste du Prix littéraire Jacques-Poirier-Outaouais, décerné par le Salon du livre de l'Outaouais, pour Vivre au noir au pays des blancs[12]